# Agrotis sicania
Agrotis sicania là một loài bướm đêm trong họ Noctuidae.